# Бонапартизм (политический режим)
Бонапартизм — проявление специфического социального порядка, возникающего при системном кризисе, которое представляет собой режим персональной власти, установленный «по видимости» народного волеизъявления и/или соответствующих личностных качеств.

## История вопроса
Бонапартизм представлял собой первую в новое время модель единоличного правления, опирающегося на волеизъявление народа, добровольно и демократическим путём передающего власть некоему лидеру. В отличие от других форм авторитарного правления он возникает после крупнейших революций, при политической нестабильности и острых социально-политических кризисах. Первоначальное определение бонапартизма дал К. Маркс в работе «Восемнадцатое брюмера Луи Бонапарта»: «классовая борьба во Франции создала условия и обстоятельства, давшие возможность дюжинной и смешной личности сыграть роль героя». По Марксу, бонапартизм есть диктатура контрреволюционной буржуазии, с такими специфическими чертами, как видимость «надклассовости» и «надпартийности», политика лавирования между классами, создающая известную самостоятельность государственной власти, социальная и националистическая демагогия, всесилие военщины, продажность и коррупция.
Облечённый — согласно январской конституции 1852 года — всей полнотой исполнительной власти, Наполеон III не замедлил почти полностью завершить уничтожение демократических завоеваний революции 1848 года, начатое при его участии до государственного переворота 1851 года и продолженное после него. Единственный институт, сохраненный от революции, — всеобщее избирательное право, распространявшееся, в соответствии с конституцией, на всех граждан, достигших 21 года, и выражавшееся в форме парламентских выборов и плебисцитов, — и тот был фактически превращен в орудие личной власти императора. Голосование в периоды выборов происходило при неприкрытом, грубом давлении на избирателей со стороны официальных властей, широко практиковавших запугивание и террор. 
Уже последующие трактовки подразумевали распространение термина не на систему государственной власти, а на проявление личностных качеств, вождизм с одной стороны и стремление массы идти за харизматическим лидером. Г. В. Плеханов называл «бонапартизмом» стремление партийного большинства дать чрезвычайные полномочия ЦК в статье с характерным подзаголовком «Централизм или бонапартизм? (Новая попытка образумить лягушек, просящих себе царя)».
О. Шпенглер описывал предпосылки появления бонапартизма в «критические переходные эпохи», когда нация утрачивает «форму в политическом отношении», создавая возможность энергичной личности прорваться к власти любой ценой. Бонапартизм — расцвет великих одиночек, считал он, и пролог к «эпохе исторической бесформенности».
В. И. Ленин обвинял в применении бонапартистских приемов и царское правительство, балансирующее между помещиками и капиталистами, и Керенского с его культивированием военщины и укреплением карательно-полицейского аппарата, беспардонной демагогией. «А для того, чтобы быть надёжным стражем, недостаточно в наше время пушек, штыков и нагаек: надо постараться внушить эксплуатируемым, что правительство стоит выше классов, что оно служит не интересам дворян и буржуазии, а интересам справедливости, что оно печётся о защите слабых и бедных против богатых и сильных и тому подобном».
П. Сорокин в книге «Социология революции» в начале 1920-х годов писал: «Так как, с другой стороны, революция — это война, то, как всякая война, она не может не выдвигать в первые ряды профессионалов этого дела. Поскольку вопросы справедливости и истины начинают решаться физической силой, поскольку «оружие критики» заменяется «критикой оружием», то рост власти военных — будут ли ими Цезарь или Август, Кромвель или Дюмурье, Ян Жижка, Прокоп, Наполеон, Монк или Врангель, Мак-Магон, Людендорф, У Пэй Фу или Чжан Цзо-линь — неизбежен. Революция, столь презрительно третирующая военщину и милитаризм, сама является их квинтэссенцией и сама готовит — неизбежно готовит — диктатуру военщины. Выдвижение на первые ряды руководителей «критики оружием» — необходимая функция всякой революции <…>». Сорокин давал такой список типичных «военно-революционных» лидеров: «<…> Марий, Цинна, Серторий, Антоний, Помпей, Цезарь, Август, Ян Жижка, Прокоп Большой, Кромвель, Ферфакс, Монк, Дюмурье, Наполеон, Врангель, Кавеньяк, Мак-Магон, Брусилов, Слащёв, Будённый, Тухачевский, Фрунзе, Каменев и так далее — образцы людей второго типа, бонапартистского». Доктор исторических наук С. Т. Минаков объясняет этот подбор тем, что за полководцами Римской республики (Марий, Цинна, Серторий) и Римской империи ( Антоний, Помпей, Цезарь, Август) Сорокин в угоду Чехословакии, где впервые была опубликована его книга, включил деятелей Гуситских войн Яна Жижку и Прокопа Большого, а за ними военных диктаторов английской революции XVII века (Кромвель, Ферфакс, Монк) и двух генералов Великой Французской — Дюмурье и Наполеона (претендента в диктаторы и диктатора).
В список военных «вождей» Русской революции с «наполеоновским потенциалом» Сорокин включил Врангеля, Брусилова, Слащева, Буденного, Тухачевского, Фрунзе, Каменева. «Врангель оказался в одной группе с Кавеньяком и Мак-Магоном как генерал, подавлявший революцию... Функции же его в отношении революции и роль, на которую он претендовал, в сущности, те же, что и роль, скажем, Наполеона или Кромвеля — конфискация результатов революции в свою пользу. Брусилов и Слащев могут быть объединены как «красные генералы», которых <…> «красными» можно назвать условно: они не воевали во время Гражданской войны за советскую власть и оказались в Красной Армии уже после этой войны. Буденный — «народный генерал», «атаман». Тухачевский представляется стоящим несколько особняком: он из бывших кадровых, но младших офицеров — типичный «Бонапарт». Фрунзе — «генерал» из старых партийных подпольщиков. Каменев, скорее всего, попал в сорокинский список как главная «номенклатурная» фигура в высшем комсоставе Красной Армии. Порядок перечисления даётся, возможно, по убывающей популярности».
Л. Д. Троцкий обвинял в бонапартизме Сталина: «Как свидетельствует история, бонапартизм отлично уживается со всеобщим и даже тайным правом. Демократическим ритуалом бонапартизма является плебисцит. Время от времени гражданам ставится вопрос: за или против вождя? Причём голосующий чувствует дуло револьвера у виска». В период расследования «дела Тухачевского» «бонапартистские» устремления маршала сочли предпосылками для его стремления получить власть в стране.

## Терминология
И. Н. Протасенко считает, что в бонапартизме проявляются три субъекта: индивидуальный (простой) человек, социум как целое и лидер, представляющий не только себя, но и персонифицирующий интересы первых двух субъектов.
«Было сделано много бесполезных попыток и бесплодно потрачено много эрудиции из желания сравнивать Наполеона с тем или иным из его предшественников по пути завоеваний и политических переворотов. Страсть к параллелям приносит существенный вред истории; она проливает ложный свет на наиболее выдающиеся характеры, и она часто совершенно извращает ту точку зрения, с которой следовало бы рассматривать. Невозможно судить о человеке, отделяя его от тех рамок, в которые он был помещён, и от совокупности обстоятельств, которые на него воздействовали», — писал австрийский дипломат и современник Бонапарта Меттерних. Он считал, что Бонапарт «конфисковал Революцию в свою пользу».

## Бонапартизм и современная Россия
Бонапартизм характерен концентрацией власти, сравнимой с монархической, когда легитимация через поддержку народа порой оказывается выше права в условиях системного кризиса (не обязательно военного — он может вызываться глобализацией).
При этом базовые ценности, составляя ядро мировоззрения человека, одновременно определяют фундамент всей общественной структуры, придавая предметам материального и духовного мира социальную значимость, обеспечивая поддержание и воспроизведение определённого общественного порядка, традиций, преемственность поколений. Когда разрушаются институты общества, распадаются и представления о высших целях, о социально возможном, что грозит разложением самой ткани общественной жизни — и человека, и общества. Человек борется за выживание, а в этих условиях даже обыденные ценности (солидарность, взаимопомощь, порядочность, труд и трудолюбие, право на жизнь) оказываются дефицитом.
По сути, человеку необходимо найти своё место в корпоративном мироустройстве, социализироваться. Проблему социализации отдельных групп населения в революционные периоды решали путём репрессий, а в реформаторской России её не решали вовсе. «Такая фатальная характеристика своего народа, как „совок“, не способный понять своего „капиталистического счастья“, позволяет судить о своеобразном видении проблемы социализации…». «„Совку“ (то есть большинству бывшего советского народа) было отказано в социализации. Более того, единственный адрес реформ — это будущие поколения <…>. В поисках национальной идеи деньги были провозглашены как ценность. Общество, в котором деньги являются ценностью, уверенно идёт к тотальной и непобедимой коррупции <…>. Номенклатурное прошлое, усугубляемое почти полным отсутствием социального контроля и нравами легализировавшихся дельцов теневой экономики, ярко проявилось у посткоммунистической российской элиты. Её низкие деловые и нравственные качества во многом объясняют перманентность и глубину кризиса российского общества», — отмечает И. Н. Протасенко. А когда элита неспособна решить системный кризис, это требует появления «надэлитной, надклассовой персоны, личности Бонапарта, лидера, способного предложить свои пути выхода из кризиса, свои решения ключевых проблем, стоящих перед социумом».
Бонапартизм как режим авторитарной власти означает откат к прошлому, реструктурирует социум и объективно ведёт к возникновению элиты, в полной мере способной отвечать за нормальное функционирование государства. Лидер в таком случае отражает общество, которое его выталкивает на первую позицию. Усиление патерналистских тенденций во власти обычно трактуют негативно, как возврат к прошлому, советскому, тоталитарному, когда за человека думает власть и предлагает готовые решения, возвращая к детскому способу мышления, безответственности человека, полагающегося не на себя, а на кого-то. Однако в условиях трансформации государству нужны механизмы эффективного управления, опирающиеся на социальный контроль, надёжность функционирования социальной системы, стабильность государства и безопасность его граждан. В этих условиях такие неявные факторы, как традиционные представления, архетипы и наследуемые из культуры и истории ценности, играют значимую, если не ключевую роль. А между индивидом и властью возникает иллюзия гармоничных отношений, основанных на общности, естественности и необходимости. Прочное и искреннее одобрение власти гражданами зиждется в такой ситуации не на законе и праве, а на обращении к моральному капиталу нации.
Отдельные исследователи, определяют как бонапартизм политический режим Владимира Путина.